# Angelica Rozeanu

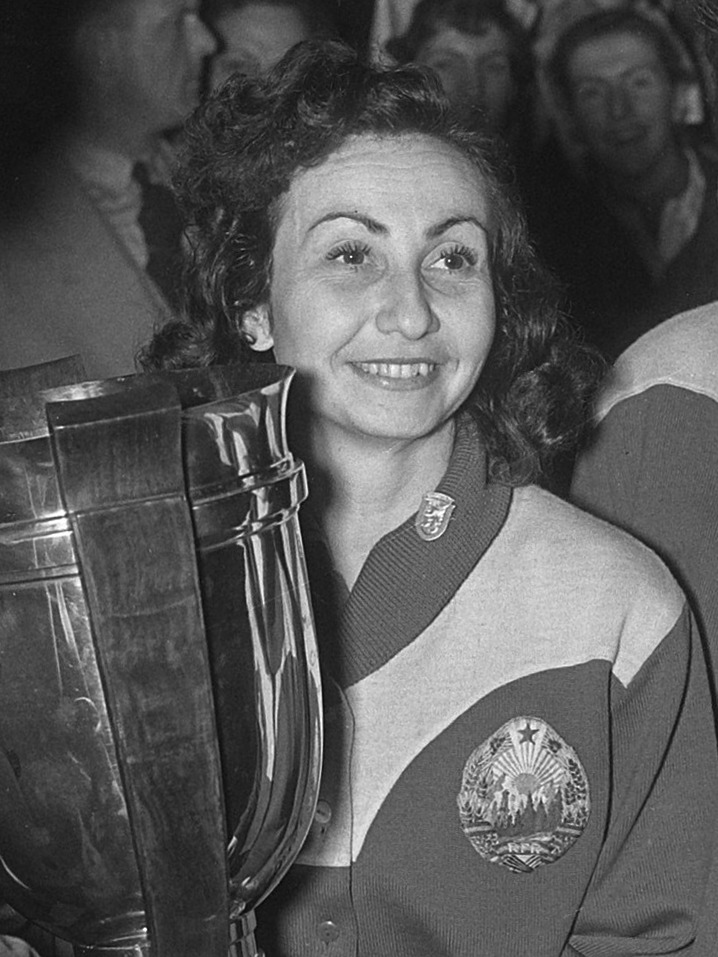
Angelica Rozeanu in 1955

Angelica Rozeanu-Adelstein (Boekarest, 15 oktober 1921 - Haifa, 21 februari 2006) was een Roemeens-Israëlisch tafeltennisspeelster die zes keer achter elkaar wereldkampioene enkelspel werd. Ze werd in 1995 opgenomen in de ITTF Hall of Fame.

## Carrière
Rozeanu werd zeventien keer wereldkampioene, waarvan zesmaal in het enkelspel. Haar laatste enkelspeltitel in Utrecht 1955 was de laatste voor een niet-Aziatische speelster in de 20e eeuw. Bovendien verbrak de Roemeense met haar zesde titel het recordaantal van vijf dat Mária Mednyánszky in 1930 vestigde.
In 1950 werd Rozeanu in Boedapest voor het eerst wereldkampioen door in de finale drievoudig winnaar Gizella Farkas te kloppen. Het was de eerste keer dat een Roemeense vrouw in welke tak van sport dan ook wereldkampioen werd. De volgende aaneenvolgende vijf kampioenschappen prolongeerde ze haar titel (waarvan de eerste drie keer weer na finales tegen Farkas). In 1953 won Rozeanu goud in zowel het enkel-, dubbel- als gemengd dubbelspel én met de landenploeg. Samen met Ella Constantinescu-Zeller won ze in 1955 en 1956 nog tweemaal de wereldtitel in het dubbelspel.
Rozeanu won naast haar kampioenschappen twaalf zilveren en bronzen WK-medailles. Van 1936 tot 1957 was Rozeanu kampioen van Roemenië. In 1938 verbood de toenmalige fascistische regering van dat land haar aan het wereldkampioenschap deel te nemen, vanwege haar Joodse afkomst.

## Emigratie
Van 1950 tot 1960 was Rozeanu voorzitter van de Roemeense tafeltennisbond. Eind jaren vijftig keerde een antisemitische functionaris binnen de bond zich tegen haar. In 1960 emigreerde zij naar Israël. Rozeanu werd daarop driemaal Israëlisch kampioen, de laatste keer in 1962. In 1997 werd zij onderscheiden met de Knesset Medaille.
Rozeanu overleed begin 2006 op 84-jarige leeftijd. Zij was ereburger van Haifa.